# BBC African Footballer of the Year
Der BBC African Footballer of the Year (dt. „Afrikanischer Fußballer des Jahres der BBC“) wird seit 1992 jährlich (Ausnahme: 1993 und 1998) von den Nutzern von BBC online oder per SMS gewählt.

## Die Sieger
| Jahr | Name                         | Verein                           |
| ---- | ---------------------------- | -------------------------------- |
| 1992 | Abédi Pelé                   | Olympique Marseille              |
| 1994 | Sambische Nationalmannschaft | Sambische Nationalmannschaft     |
| 1995 | George Weah                  | Paris Saint-Germain / AC Milan   |
| 1996 | Emmanuel Amuneke             | Sporting Lissabon / FC Barcelona |
| 1997 | Nwankwo Kanu                 | Inter Mailand                    |
| 1999 | Nwankwo Kanu                 | Inter Mailand / FC Arsenal       |
| 2000 | Patrick M’Boma               | Cagliari Calcio / AC Parma       |
| 2001 | Samuel Kuffour               | FC Bayern München                |
| 2002 | El Hadji Diouf               | RC Lens / FC Liverpool           |
| 2003 | Jay-Jay Okocha               | Bolton Wanderers                 |
| 2004 | Jay-Jay Okocha               | Bolton Wanderers                 |
| 2005 | Mohamed Barakat              | Al-Ahly Kairo                    |
| 2006 | Michael Essien               | FC Chelsea                       |
| 2007 | Emmanuel Adebayor            | FC Arsenal                       |
| 2008 | Mohamed Abo Treka            | Al-Ahly Kairo                    |
| 2009 | Didier Drogba                | FC Chelsea                       |
| 2010 | Asamoah Gyan                 | Stade Rennes / AFC Sunderland    |
| 2011 | André Ayew                   | Olympique Marseille              |
| 2012 | Chris Katongo                | Henan Jianye                     |
| 2013 | Yaya Touré                   | Manchester City                  |
| 2014 | Yacine Brahimi               | FC Granada / FC Porto            |
| 2015 | Yaya Touré                   | Manchester City                  |
| 2016 | Riyad Mahrez                 | Leicester City                   |
| 2017 | Mohamed Salah                | AS Rom / FC Liverpool            |
| 2018 | Mohamed Salah                | FC Liverpool                     |